# Typhlocharis secunda
Typhlocharis secunda is een keversoort uit de familie van de loopkevers (Carabidae). De wetenschappelijke naam van de soort is voor het eerst geldig gepubliceerd in 2013 door Perez-Gonzalez & Zaballos.